# Zoé Höche
Zoé Höche (* 2009 in Berlin) ist eine deutsche Schauspielerin.

## Leben
Zoé Höche wurde 2009 in Berlin geboren und begann 2016 im Chor der Deutschen Oper Berlin zu singen. Sie trat in den 2010er Jahren bereits in Werbespots auf und übernahm 2020 in der Netflixserie Das Damengambit eine Nebenrolle. 2022 spielte sie in dem Kinodrama In einem Land, das es nicht mehr gibt die Schwester der Filmprotagonistin.

## Filmografie
- 2020: Das Damengambit (The Queen’s Gambit) (Miniserie, 3 Folgen)
- 2021: Beutolomäus und die vierte Elfe (Fernsehfilm)
- 2022: In einem Land, das es nicht mehr gibt
- 2024: Der Bergdoktor (Fernsehserie, 1 Folge)
- 2024: In aller Freundschaft (Fernsehserie, 1 Folge)